# フォート・ロス (カリフォルニア州)
フォート・ロス（Fort Ross）は、アメリカ合衆国カリフォルニア州のソノマ郡にある要塞。1812年に露米会社が建設した。北米大陸におけるロシア帝国最南端の植民地だった。

## 歴史

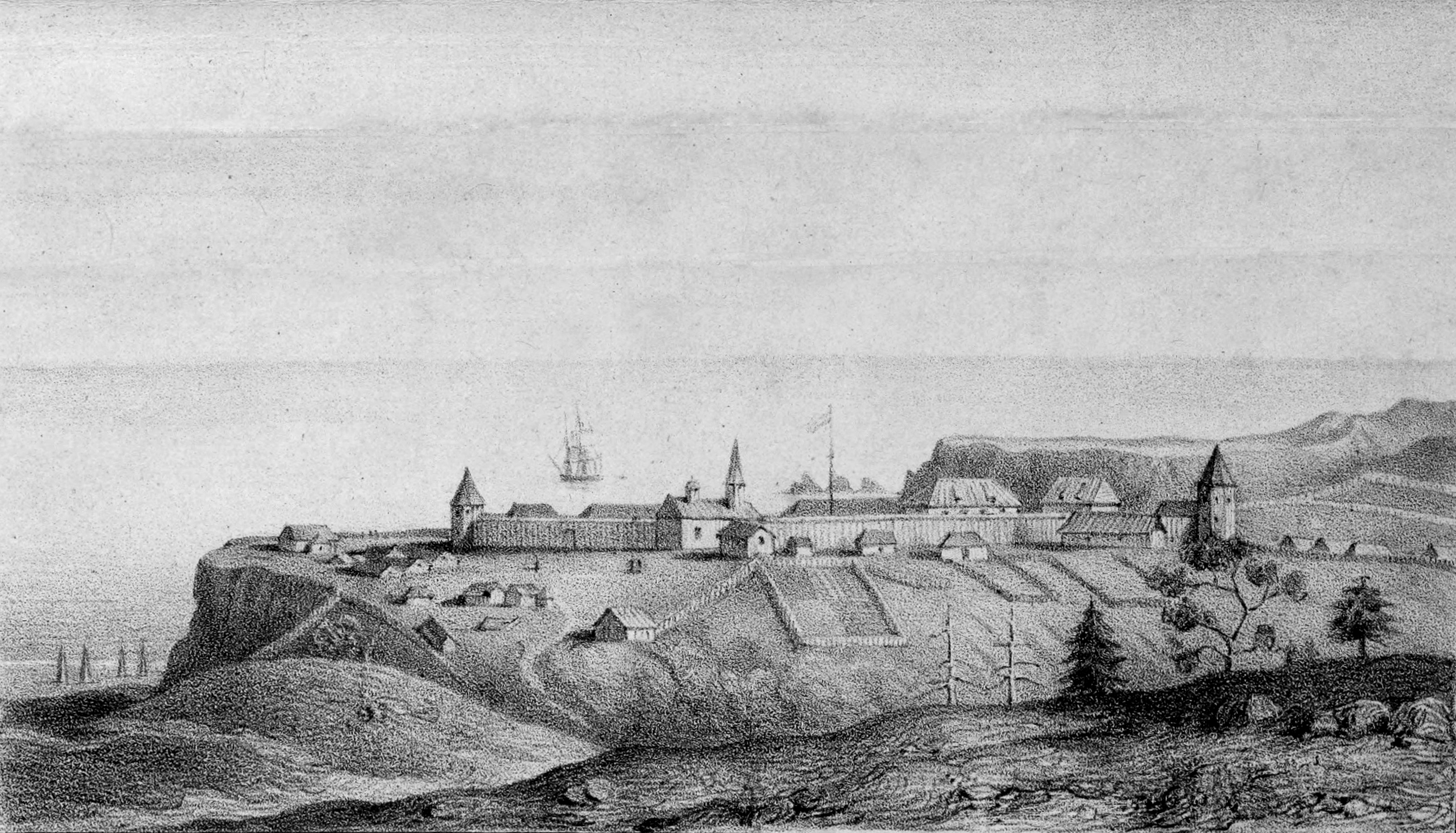
1828年のフォート・ロス

1799年に成立したロシア領アメリカ（アラスカ）は慢性的な食料不足に悩まされており、南方の温暖な地域に食料調達拠点が計画された。大英帝国のハドソン湾会社との競合を避けるため慎重に場所を選定した結果、カリフォルニアのソノマ海岸に決定した。フォート・ロスの約150キロメートル南にはスペイン帝国の要塞サンフランシスコ・プレシディオがあった。
要塞の周辺にはロシア人、ドイツ人、スウェーデン人、ポーランド人などが入植した。要塞は非ロシア人やアメリカ先住民も出入りが許可され、国際的な交易場所として機能した。
1838年、露米会社はハドソン湾会社と食料調達の協定を結んだ。これによりフォート・ロスは不要になり、1841年にカリフォルニアの商人ジョン・サッターへ売却された。

## 文化財
要塞の建築物で現存しているのは「ロチェフ・ハウス」と呼ばれる要塞司令官の官舎だけである。それ以外の建物はロシアからの提供資料を元にして復元された。要塞周辺は州立歴史公園になっており、ソノマ郡のワイナリー観光のツアーに組み込まれることが多い。

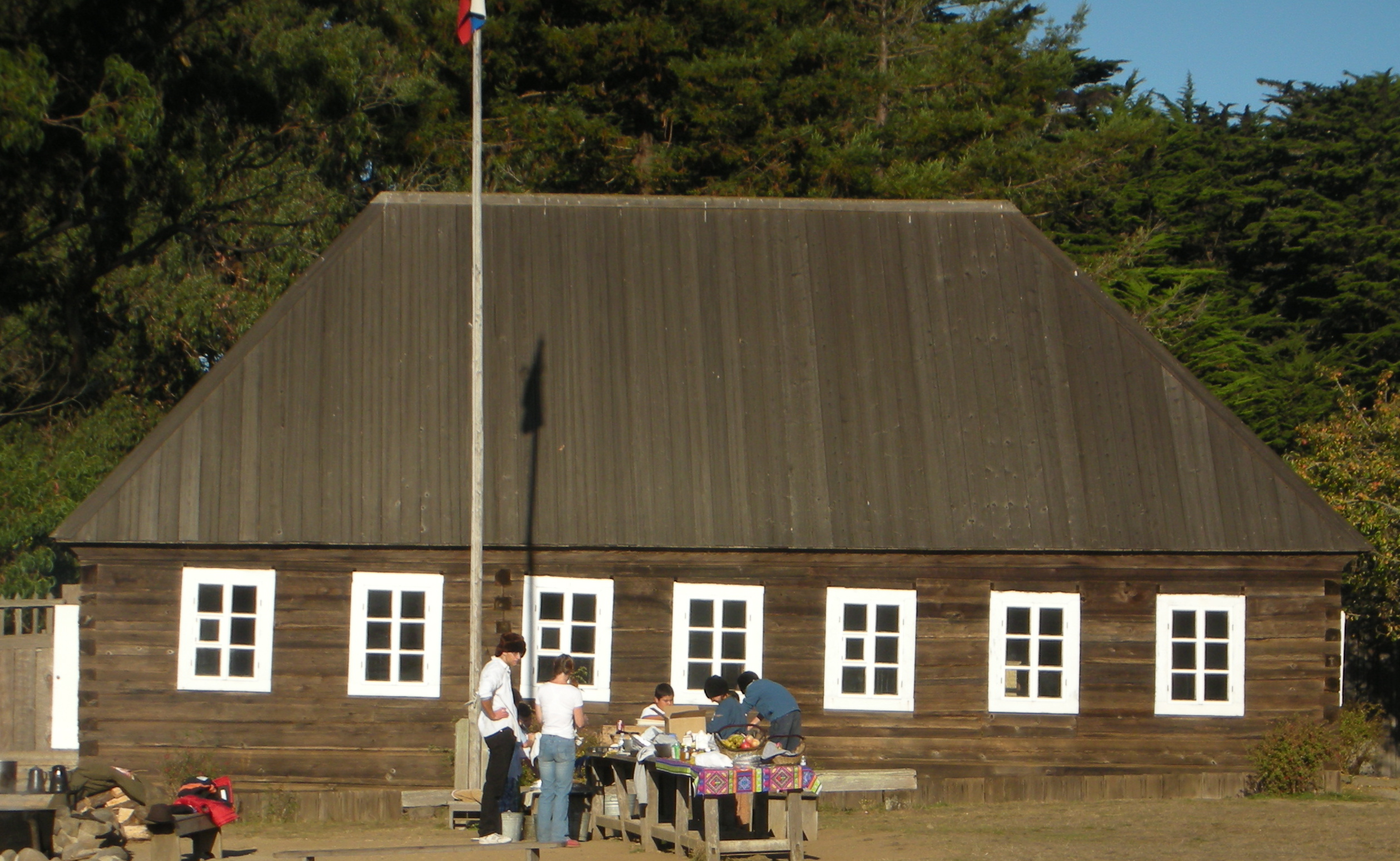
ロチェフ・ハウス